# Vittorio Marzotto

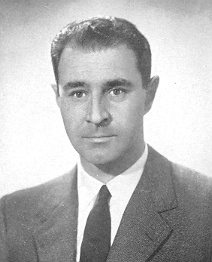
Vittorio Marzotto 1968

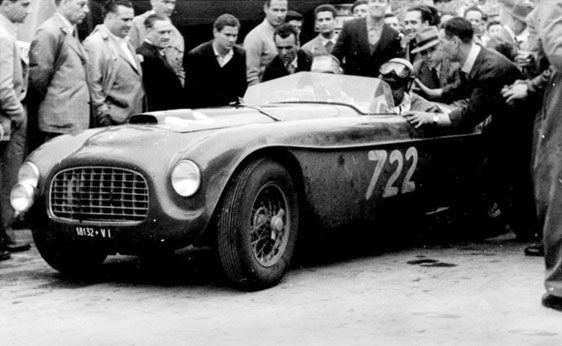
Vittorio Marzotto am Steuer eines Ferrari 166 MM vor dem Start zur Mille Miglia 1950

Vittorio Marzotto (* 13. Juni 1922 in Valdagno; † 4. Februar 1999) war ein italienischer Automobilrennfahrer.

## Karriere
Vittorio war der Vierte der rennfahrenden Marzotto-Brüder. Auch Gianni, Paolo und Umberto waren in den späten 1940er- und frühen 1950er-Jahren Amateur-Sportwagenrennfahrer. Alle entstammten der Marzotto-Dynastie, die in der Textilbranche zu großem Wohlstand gelangte. Heute gehört der Konzern zur Valentino Fashion Group.
Vittorio begann seine Karriere 1948 bei der Mille Miglia, wo er 1950, bereits als Werksfahrer der Scuderia Ferrari, auf einem Ferrari 195S Neunter in der Gesamtwertung wurde. 1952 feierte er seinen größten Erfolg, als er den Großen Preis von Monaco, der in diesem Jahr als Sportwagenrennen ausgeschrieben war, auf einem Ferrari 225S gewinnen konnte. 1954 rettete er die Ehre von Ferrari bei der Mille Miglia, wo er als einziger Werksfahrer mit den schnellen Lancia D24 mithalten konnte und am Ende des Rennens nur von Alberto Ascari geschlagen wurde. Nach einem sechsten Gesamtrang beim Giro di Sicilia 1955 trat er vom Rennsport zurück.
Zeitweilig unterhielten die Marzotto-Brüder in Valdagno in der Provinz Vicenza unter maßgeblicher Führung auch von Vittorio Marzotto ein eigenes Rennteam, die Scuderia Marzotto SpA. Anfang der 1950er-Jahre stand er, wie auch sein Bruder Gianni, in engem Kontakt zum Karosseriebauer und Gelegenheitsrennfahrer Paolo Fontana; von dessen Karosseriebaubetrieb Carrozzeria Paolo Fontana ließen sich Vittorio Marzotto und seine Brüder je nach Sichtweise vier bis fünf Rennsportwagen, teils mehrfach, mit besonders leichten, sportlich-kompakten, meist offenen Karosserien einkleiden.

## Statistik

### Ergebnisse bei Sportwagenrennen
| Jahr | Rennen                     | Team              | Fahrzeug                                        | Teamkollege                    | Ergebnis        |
| ---- | -------------------------- | ----------------- | ----------------------------------------------- | ------------------------------ | --------------- |
| 1948 | Mille Miglia               |                   | Lancia Aprilia                                  | Paolo Marzotto                 | Ausgefallen     |
| 1950 | Targa Florio               |                   | Ferrari 166 MM                                  | Sergio Sighinolfi              | Ausgefallen     |
| 1950 | Mille Miglia               | Scuderia Ferrari  | Ferrari 166/195 Inter Fontana Barchetta         | Paolo Fontana                  | Rang 9          |
| 1950 | Coppa d’Oro di Sicilia     |                   | Ferrari 340 America                             |                                | Ausgefallen     |
| 1951 | Giro di Sicilia            | Scuderia Marzotto | Ferrari 212 Export Fontana „Carretto Siciliano“ | Paolo Fontana                  | Gesamtsieg      |
| 1951 | Mille Miglia               | Scuderia Marzotto | Ferrari 340 America                             | Otello Marchetto               | Ausgefallen     |
| 1951 | Coppa della Toscana        | Scuderia Marzotto | Ferrari 340 America                             | Zanuso                         | Rang 2          |
| 1951 | Circuito do Porto          | Scuderia Marzotto | Ferrari 212 Export                              |                                | Ausgefallen     |
| 1951 | Coppa d’Oro delle Dolomiti | Scuderia Marzotto | Ferrari 340 America                             |                                | Ausgefallen     |
| 1952 | Giro di Sicilia            |                   | Ferrari 225S                                    |                                | Ausgefallen     |
| 1952 | Gran Premio di Siracusa    | Scuderia Marzotto | Ferrari 166C                                    | Piero Carini Sergio Sighinolfi | Ausgefallen     |
| 1952 | Mille Miglia               | Scuderia Marzotto | Ferrari 225S                                    | Otello Marchetto               | Ausgefallen     |
| 1952 | Targa Florio               | Scuderi Marzotto  | Ferrari 225S                                    |                                | nicht gestartet |
| 1952 | Coppa d’Oro delle Dolomiti |                   | Ferrari 225S                                    |                                | Rang 5          |
| 1953 | Gio di Sicilia             | Scuderia Lancia   | Lancia Aurelia                                  |                                | Ausgefallen     |
| 1954 | Mille Miglia               | Scuderia Ferrari  | Ferrari 500 Mondial                             |                                | Rang 2          |
| 1955 | Giro di Sicilia            | Vittorio Marzotto | Maserati 300S                                   |                                | Rang 6          |

### Einzelergebnisse in der Sportwagen-Weltmeisterschaft
| Saison | Team             | Rennwagen           | 1   | 2   | 3   | 4   | 5   | 6   |
| ------ | ---------------- | ------------------- | --- | --- | --- | --- | --- | --- |
| 1954   | Scuderia Ferrari | Ferrari 500 Mondial | BUA | SEB | MIM | LEM | RTT | CAP |
| 1954   | Scuderia Ferrari | Ferrari 500 Mondial | 2   |     |     |     |     |     |